# Fauconniersmolen
De Fauconniersmolen is een windmolen in de tot de Oost-Vlaamse gemeente Lede behorende plaats Oordegem, gelegen aan de Grote Steenweg.
Deze ronde stenen molen van het type stellingmolen fungeert als korenmolen.

## Geschiedenis
In de directe omgeving bevond zich een watermolen, die behoorde bij de heerlijkheid Landegem. Er ontstond een conflict tussen baron Maelcamp de Landeghem en Petrus Fauconnier, die diens watermolen pachtte. Fauconnier wilde daarom een eigen molen laten bouwen. Petrus overleed echter in 1831, waarop diens weduwe, Maria Amalia de Boever, alsnog de molen liet bouwen. In 1845 kwam deze gereed en fungeerde aanvankelijk zowel als korenmolen en oliemolen.
In 1953 werd de molen geschonken aan Les amis de la Commission Royale de Monuments et des Sites en via deze stichting kwam hij in 1973 aan de provincie Oost-Vlaanderen. Vlak voordat de restauratie begon, in 1976, brandde de molen uit waarbij brandstichting waarschijnlijk was. Er werd een nieuw binnenwerk aangebracht en in 1984 werd de molen ingewijd. Er kon wegens constructiefouten echter niet gemalen worden. Nadat de diverse gebreken verholpen waren, kon de molen als maalvaardig worden beschouwd en er zijn, sinds de jaren '90 van de 20e eeuw, ook weer molenaars actief.
- Koninklijk Instituut voor het Kunstpatrimonium: 42254
- Inventaris van het Bouwkundig Erfgoed (Vlaanderen): 9151